# Île Hoseason
L'île Hoseason est une île de l'archipel Palmer en Antarctique. Elle a été découverte en 1824 par le capitaine Hoseason (qui a d'ailleurs donné son nom à l'île) alors qu'il se rendait à la recherche de nouvelles terres propices à la chasse aux phoques.